# 西欧の服飾 (14世紀)

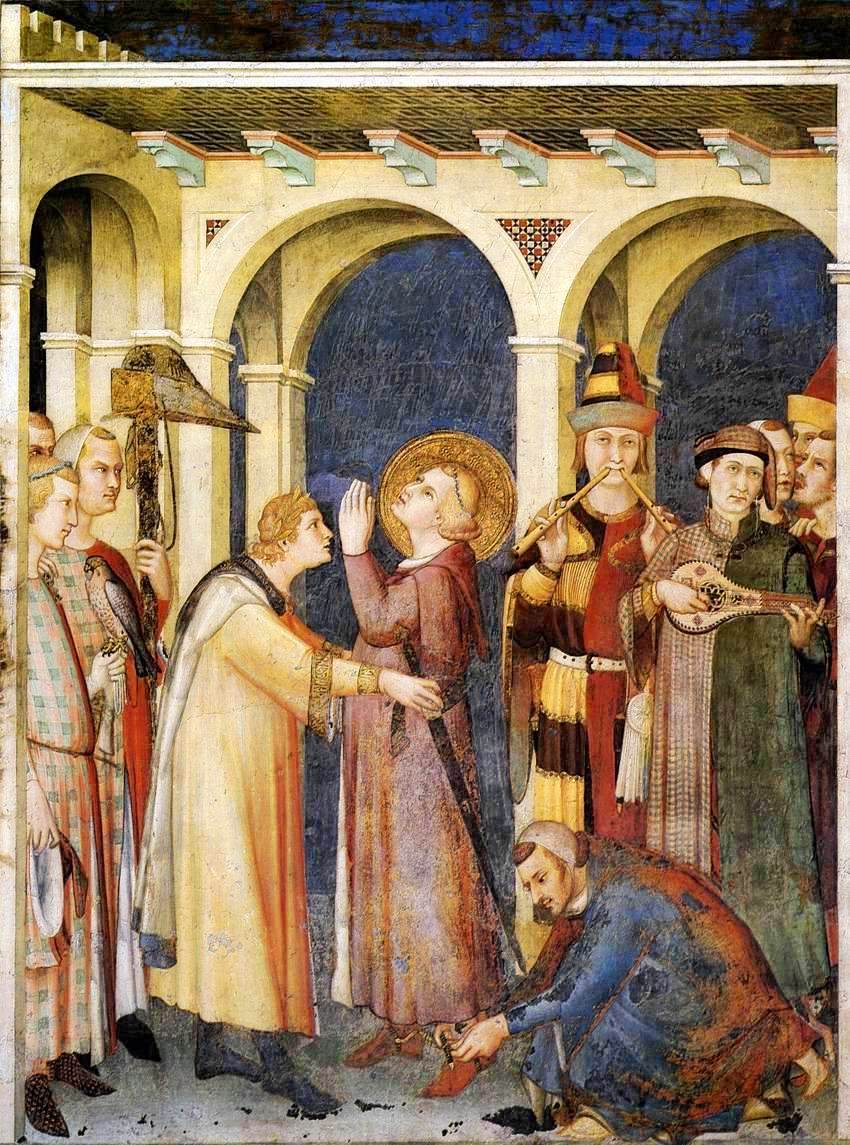
騎士叙任式の光景。コットを着た人々。頭巾をかぶった従者。左右色違いの服の楽師たち。

14世紀の西欧の服飾（せいおうのふくしょく）では、14世紀のフランスを中心とする西ヨーロッパ地域の服装を扱う。

## 特徴
14世紀にはいると13世紀に結成された各種のギルドはより細分化し、生産性も向上した。生産力が向上したことにより、注文生産を上回る余剰生産が可能になった。このころから、町に居を構えているギルドの職人から注文分以上の製品を買い上げ、買い上げた以上の値段で各地に売り歩くことで差額を儲けとする行商人たちが活躍することになる。彼らはまた、各地で買い集めた原料を職人に売るという役割も果たし、原料の入手や商品の販路拡大などから切り離された職人たちはより専門技術の向上に邁進できるようになった。
前時代に比べて14世紀以降の衣装は、精緻に仕立てられ、複雑な工夫を施されている。商人たちは消費者と生産者双方から利益を得て、14世紀半ばから封建領主でも労働者でも知識人でもない新しい強力な階級を形成することになる。こうしたヨーロッパ各地に影響力を持った大商人達が、ファッション産業の新たな顧客ともなっていく。この時代、盛んに発令されたぜいたく品に関する取り締まりも、富を蓄えて勢力を伸ばし始めた商人階級を牽制するものであった。

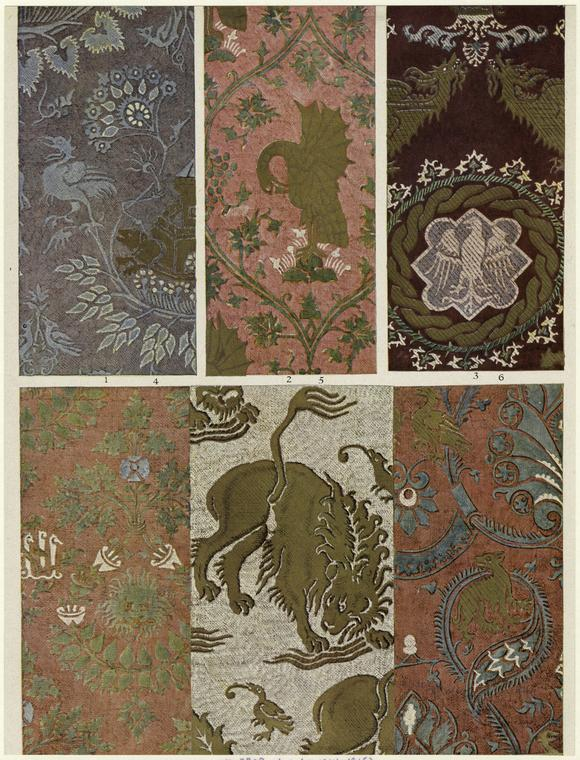
当時のイタリア製の高級絹織物

14世紀には絹織物の生産地だったルッカが政変により衰退、フィレンツェなどの周辺都市に亡命した職人が絹織物の技術を広めた。フランスではリヨンが絹織物、アラスが毛織物の生産を担う。他に、ウール原毛の生産地としてイングランド、麻織物の生産地としてシュワーベン、毛織物の拠点としてフランドル、フランドルとの貿易の中継地としてブリュッセル、北ヨーロッパ交易の拠点としてクラクフなどの都市が大発展を遂げた。毛織物の値段が上がり、庶民の服装は木綿とウールの混紡やコーデュロイの衣装が多くなっている。
また、13世紀末から14世紀にかけてフランドルの女子修道院でボビン（小型の糸巻き）を使って装飾用の亜麻の組紐が作られ始め、14世紀後半にはヴェネツィアでクッションを使ってより装飾的な紐飾りが作られる。これらがボビンレースの原型だが、14世紀の時点ではまだ地味な縁飾りなどとしての用法が主であった。ボタンは13世紀頃から衣服に使われていたが、14世紀に至って前面をびっしりとボタンで閉じた衣装が作られるようになる。

## 男子の服装

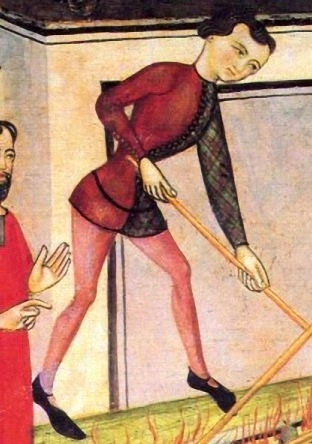
市松模様と無地を組み合わせたコタルディ

14世紀の初めに、イタリアから「大胆なコット」を意味するコタルディという新式のコットが持ち込まれ、都市の若者の間で流行している。コタルディにははっきりと決まった形はないものの、襟ぐりが広く開き全体的に丈が短く体にぴったりした従来よりも軽快で活動的な衣装であった。ブルフに挟みこんでいたショースも脚全体を覆うほど長くなり、腰から吊るすようになっている。
14世紀の半ばに、プールポアン（ダブレット）という前開きの刺子仕立てで腰丈の衣装が流行する。ショースは腰を覆うほど長くなり、プールポアンとショースをエギュイエットという紐で結んで吊り、股間にはブラゲット（コッドピース）という布を当てるようになった。これ以降、前開きの上着と脚衣の組み合わせが西洋男性服の基本となる。
14世紀半ばの衣服の特徴は、肩パッドや二の腕の膨らみ（ムフル）や胃のあたりの詰め物など体型を誇張したファッションである。このころ流行した袖の形として二の腕を膨らませたマオワトル（羊脚型）袖がある。脚の貧弱な男性に至ってはふくらはぎにも詰め物がされることがあった。男性の衣服が体の線をはっきりと出すものになってから、男女の身体の違いが強調されるようになっていく。
また、ミ・パルティという身頃を二分割にする装飾もこのころ流行する。

### 庶民

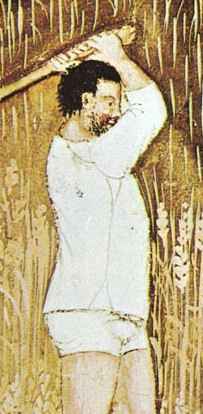
下着姿の農民

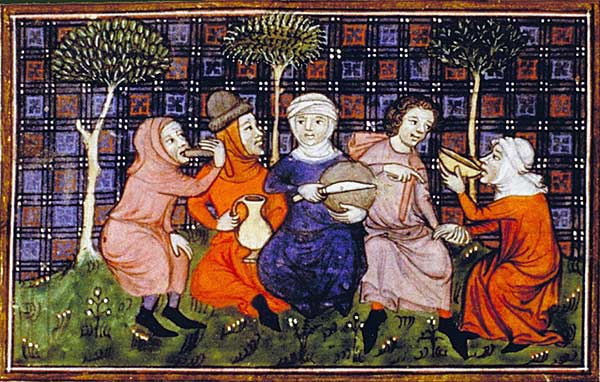
食事する農民

農民は前時代と同じくシュミーズ（肌着）、ショース（長靴下）、ホーズ（ズボン）に、ゴネルというシンプルなチュニックが主な衣装である。冬場や風の強い日には上着としてコットを重ね着したり、カラプイというフードつきの外套を着ることもあり、麦わら帽やフェルト帽を被ることもあった。腰にパニティエールというパンを入れる袋を巻いていることが多く、パンの他にも財布などを入れるなど様々な用途にあてた。
脚の保護のために革のレギンス型ゲートルを紐で留めていた。靴は14世紀半ばからプーレーヌ型という爪先が細長く伸びた革靴が広くつかわれた。庶民は足の半分の長さまで爪先を伸ばしてよく、上流市民は足一つ分、騎士は足一つ半、高位の貴族は足二つ分、王族は足二つ半まで伸ばすことができた。
都市と農村の違いは14世紀の初めごろはまだそれほど大きくなかった。リリパイプという頭頂部が長く伸びた頭巾などがこのころ登場している。都市で働く職人や労働者は14世紀半ばを過ぎてから、ぴったりとした動きやすい服装をしている。シュミーズ（肌着）、ショース（長靴下）、ホーズ（ズボン）に、ジュペルという低い立ち襟がついた腰丈ほどのぴったりした上着を着ていた。
フェルトの帽子やカラプイを被ることが多く、短く髪を刈り込んだ農民に比べて耳を覆う程度に髪を伸ばすことが多かった。

### 上流市民
裕福な商工業者たちは貴族たちの着るような高価な流行の服装を仕立てては、わざと自分たち流に着崩して身に着けていた。ひんぱんな贅沢禁止令は彼らブルジョアジーの度を越した贅沢に対する牽制でもあった。彼らが好んだのはペリソンというふくらはぎまである頭からかぶるタイプの衣装である。多くはケルメスなどで染めた豪華な毛織物でできており、貴族の衣装のように毛皮で縁を飾り、肩はパットで張り出していた。
腰を絞ったローブも好まれたが、ゆったりとした丈の長い衣装はどちらかと云えば法律家や文筆業の人間に好まれていた。コルセ・サングルという腰丈で袖を膨らませた、ジュペルを豪華にしたような衣装も流行している。

### 上流階級

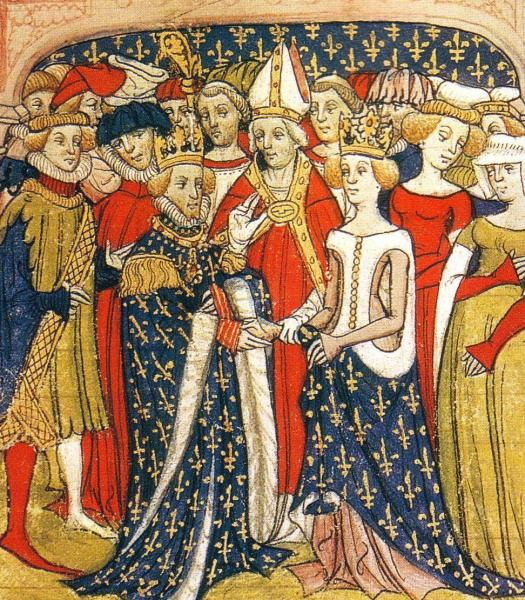
王の結婚式。王妃はシュールコートゥベールを身につけている。

14世紀の初めごろ、シュミーズ（肌着）、ショース（長靴下）、ホーズ（ズボン）に、コットに代わってコタルディというぴったりした衣装が着られるようになる。シュールコーはだんだん衰退し、14世紀の後半ウプランドという服が流行している。これは、室内着としてゆったりした踝丈の衣装だったが、後にふくらはぎ丈程度にまで短いものも登場した。袖は長く詰まっているものもあったが、多くは漏斗型の床に引きずるほど広がった袖であった。襟が高く顎のあたりまで詰まっており、袖や裾にダッギングと云う飾りの切り込みが入っていた。
体全体を覆うマントのウスのほか、脇のあいたものやクロシェというタイプのマントは騎士に流行している。
シャプルという半球形で前に張り出したつばを持つ帽子が流行している。アフィクという宝石を円形に配したブローチが帽子の飾りとして使われ、アンセーニュと呼ばれる。他に鳥の羽飾りが流行し、特にダチョウの羽が高額で取引されていた。また、直接頭にかぶるか帽子の上に被る王冠型の飾りを、シャペレ（飾りなしのもの）トレソワール（飾りありのもの）という。

## 女子の服装

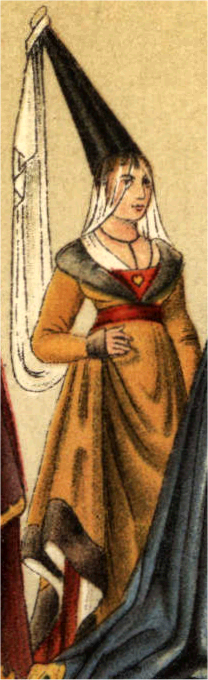
デコルテの開いたコタルディとエナン姿の女性

14世紀からイタリアの影響で、コットの腰は細く紐締めされ、スカートには三角形の襠を入れてほっそりした腰と裾広がりに広がるスカートと云うシルエットを作りだすようになった。こうしたファッショナブルなコットをコタルディ（大胆なコットの意）という。コタルディはかなり細身で体にぴったりしていたため、脱ぎ着がしやすいように襟ぐりが大きく開いていた。ここで大きく開いたデコルテとほっそりしたウエスト、広がったスカートというファッションが生まれることになる。
コタルディの流行によって、くびれたウエストを誇示するために、シュールコーの袖がなくなり脇も大きく刳られたシュールコートゥベールという新式の衣装が流行する。
これは体全体をすっぽりと覆うタイトな外套の脇の部分を丸く切り抜いたもので、ふつう縁に毛皮を付けた。
また、毛皮でできたごく短いタイトな胴着も、高貴な既婚女性、特に王族などの特別に身分が高い女性の盛装として登場している。
このころの流行を代表するものとして、高い円錐型をしたエナン（角という意味）という帽子がある。

### 庶民
やはり流行を反映して、デコルテは広くウエストは狭くなっていく傾向がみられる。

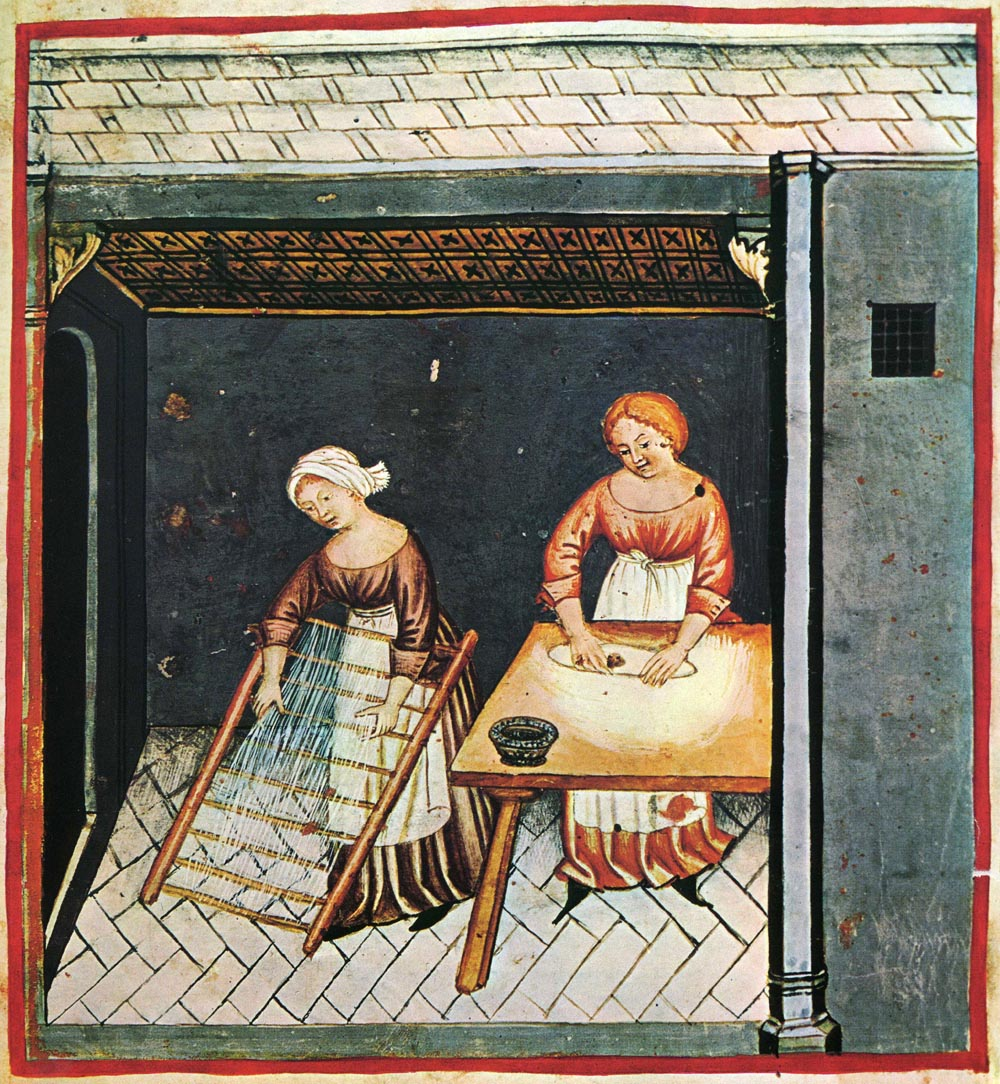
仕事にいそしむ女性

シュミーズとショースの上に、コットを着て、粗い毛織のベールもしくはウィンプルを被った。庶民の女性たちの日曜日だけのおしゃれとして付け袖というものがあった。これは刺繍などを施したアームカバーのようなもので、取り外し可能の袖として扱われていた。

### 上流階級

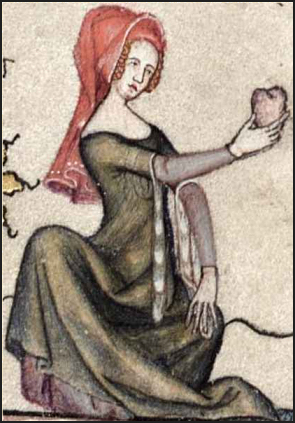
可憐な乙女。袖に垂れ布があるのが分かる

貴婦人のコタルディには向かって左側に夫の紋章、右側に父親の紋章を刺繍やアップリケであしらった変形ミ・パルティのものがある。コタルディの袖はきっちりとボタン留めした長袖のものもあるが、多くは五分袖から七分袖で袖口のところにティペットという垂れ布を付けていた。
台形に刳ったデコルテにローウエストも流行したが、襟元が大きくＶ字に開いており胸下で刺繍を施した布帯を締める極端なハイウエストも同時期に流行している。こうしたドレスに締めるベルトはベルベットなどに刺繍を施し、金の金具を付けるなど豪華なものだった。胸元が開いたタイプは襟元に毛皮がついており、胸元から腰に掛けて刺繍を施した逆三角形の覆いがついている。
マンテル・ダヌールというマントをはおった。
髪型は頭の両側で三つ編みにした髪を丸くまとめるのが流行している。これをクリスピンというヘアネットで覆ったり、屋外などではさらにその上からヴォワール・アン・ギンプ（垂れ付き頭巾）などを被る。
エスコフィオンというコルノ（総督および総督夫人が被った高い帽子）の変形のような帽子が流行し、二つの角があるものやハート形のものなどさまざまな種類があった。その変種とも言えるエナン帽はシリアから持ち込まれたものと言われ、高い円錐型で先端からヴェールを垂らしていた。広い額がもてはやされ、帽子から髪がはみ出ないように前髪の除毛などが行われた。